# Atys jeffreysi
Atys jeffreysi é uma espécie de molusco pertencente à família Haminoeidae.
A autoridade científica da espécie é Weinkauff, tendo sido descrita no ano de 1866.
Trata-se de uma espécie presente no território português, incluindo a zona económica exclusiva.